# 水野清文のワールド・トピックス
水野清文のワールド･トピックス（みずのきよふみのワールド・トピックス）は、ラジオ大阪で2008年10月3日から2010年10月1日まで放送されていた音楽・情報番組である。
毎週、世界で起こった色々なニュースを取り上げ、そのニュースの内容を水野アナが｢へぇ～｣｢ほぉ～｣｢ふ～ん｣といった評価を下す。
ニュースを何本か紹介した後に、ヒット曲を中心とした音楽がかかり、その後ニュース～音楽という流れ繰り返す。
2009年9月29日をもって一旦番組は終了となったが、2010年4月9日放送分より放送が再開された。

## パーソナリティ
- 水野清文(ラジオ大阪アナウンサー)

## 放送時間
- 2008年10月3日～2009年3月27日　毎週金曜日24:30～25:00
- 2009年3月31日～2009年9月29日　毎週火曜日24:00～24:30
- 2009年9月30日～2010年4月8日 　放送休止
- 2010年4月9日～2010年10月1日 　毎週金曜日24:30～25:00